# قصر عين الحواس
قصر عين الحواس قصر تاريخي يقع في القريات التابعة لمنطقة الجوف، تأسس عام 1338هـ، وتبلغ مساحته 2700 متر مربع.

## الموقع
تقع قرية عين الحواس على الطريق الدولي باتجاه مدينة طريف، وتبعد عن مدينة القريات حوالي 33 كم، باتجاه الشمال الشرقي على بعد 3 أكيال إلى الشرق من قرية منوة. سميت بالعين لتوافر عيون المياه بها وهي مناهل للبادية في المنطقة، وكانت مياها قديما أعاد تفجيرها على وجه الأرض رجل من أسرة المطيلق التي نزلت القرية، ثم اشترى منهم حصتهم الأمير عبد الله الحواس.

## التسمية
سميت بعين الحواس نسبة إلى الأمير عبد الله الحواس أمير القريات سابقاً، الذي اشترى بها بستاناً وبدأ بإصلاح العين التي يسقي منها ذلك البستان، ووضع المضخات الحديثة عليها، كما غرس عدداً كبيراً من أشجار النخيل والفاكهة، وبني قصر بالقرب منه فعرفت العين والقرية فيما بعد بعين الحواس نسبة إليه.

## مكونات القصر
القصر مربع الشكل، وله برجان أسطوانيان، يضم كل برج منهما غرفتين إحداهما أسفل البرج والأخرى أعلاه، كما يحتويان على فتحات مستطيلة الشكل. يقع مدخله الرئيس والوحيد في الجهة الشمالية ويفتح باتجاه الغرب، وهو يفضي إلى دهليز يؤدي بدوره إلى مجلس الرجال (القهوة) المفصول عن المرافق الداخلية، وله فناء، وتتميز واجهة المجلس بفتحات مربعة في جزئها الأسفل وأخرى مثلثة الشكل في الأعلى، ويقع مدخل المجلس في أقصى اليسار، ويضم القصر فناءً واسعا في وسطه بئر، كما يضم مرافق تتكون من دورين في زاويته الجنوبية الغربية عدد من الغرف.
وقد بني القصر من الحجارة والطوب اللبن معاً، حيث بنيت جدرانه في قسمها الأسفل بالحجارة وفي قسمها العلوي بالطوب اللبن، أما السور فقي بني في قسمه السفلي بالحجارة وبني قسمه الأوسط بالطوب اللبن أما قسمه العلوي فبني بالحجارة.